# Caroline Seger
Sara Caroline Seger (født 19. marts 1985) er en svensk fodboldspiller, der spiller som midtbanespiller for Sveriges kvindefodboldlandshold og FC Rosengård i den svenske Damallsvenskan. Hun er anfører på landsholdet, og var tidligere sammen med Lotta Schelin. Seger, som er fra Helsingborg, spillede for Linköpings FC i fem sæsoner fra 2005 til 2009. I 2011 vendte hun tilbage til Sverige for at spille for LdB FC Malmö efter at have spillet to sæsoner i den amerikanske Women's Professional Soccer (WPS) med Philadelphia Independence og Western New York Flash. Før 2012 sæsonen underskrev hun en to-årig kontrakt med Tyresö FF. I 2014 flyttede hun til Frankrig for at spille for Paris Saint-Germain. Seger vandt Diamantbollen i 2009, denne gives hvert år til den bedste svenske kvindelige fodboldspiller. I 2016 skiftede hun til Olympique Lyon og vendte så i 2017 hjem til Sverige og FC Rosengård.